# I nuovi mostri
I nuovi mostri é um filme de drama italiano de 1977 dirigido e escrito por Dino Risi, Ettore Scola e Mario Monicelli. Foi indicado ao Oscar de melhor filme estrangeiro na edição de 1978, representando a Itália.